# Simplicia kebeae
Simplicia kebeae är en fjärilsart som beskrevs av George Thomas Bethune-Baker 1908. Simplicia kebeae ingår i släktet Simplicia och familjen nattflyn. Inga underarter finns listade i Catalogue of Life.